# Daniel Betti
Daniel Betti (Foligno, 19 maggio 1978) è un ex pugile italiano.

## Biografia
Nato nel 1978 a Foligno, in provincia di Perugia, gareggiava nella classe di peso dei pesi massimi (91 kg).
A 26 anni ha partecipato ai Giochi olimpici di Atene 2004, nei pesi massimi, uscendo agli ottavi di finale, battuto per RSC dal bielorusso Viktar Zueŭ, poi argento, a causa della rottura del crociato anteriore durante il match.